# تيودورا ألكسندروفا
تيودورا ألكسندروفا هي لاعبة جمباز إيقاعي بلغارية، ولدت في 24 سبتمبر 1981 في بلغاريا.

## وصلات خارجية
- تيودورا ألكسندروفا على موقع الاتحاد الدولي للجمباز (licence) (الإنجليزية)
- تيودورا ألكسندروفا على موقع الاتحاد الدولي للجمباز (biography) (الإنجليزية)